# Ambrogio Sironi

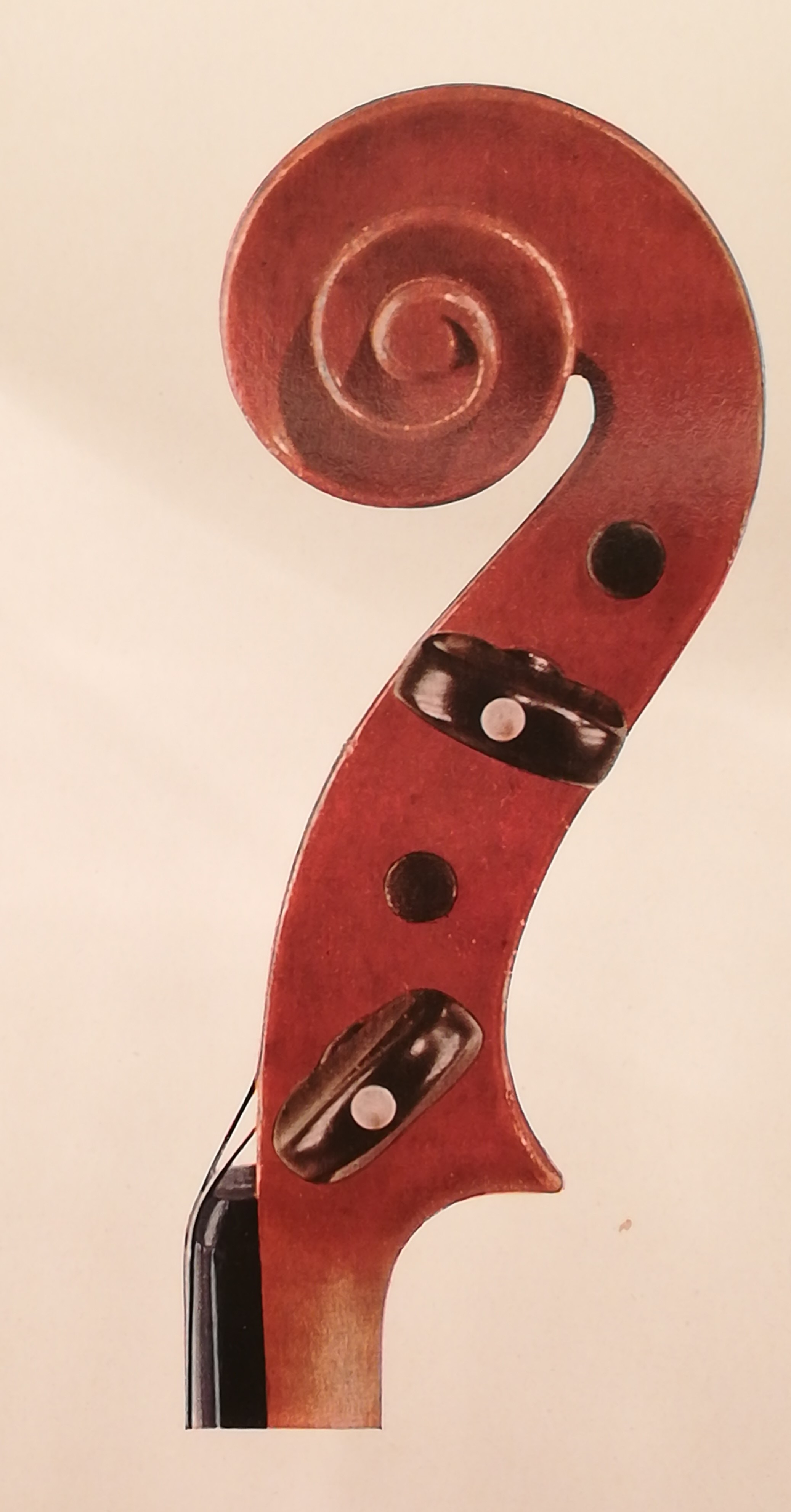
Ambrogio Sironi, violino, Milano 1929, dettaglio

Ambrogio Sironi (Milano, 1902 – 1939) è stato un liutaio italiano.

## Biografia
Ambrogio Sironi si dedicò alla liuteria per un periodo piuttosto breve, ma raggiunse risultati importanti, tanto che oggi i suoi strumenti raggiungono quotazioni notevoli. 
A Milano, Sironi entrò giovanissimo nel laboratorio Monzino.
Poi, sempre a Milano, fu allievo di Riccardo Antoniazzi, che aveva individuato in lui un’innata predisposizione per la liuteria e un indiscutibile talento. 
Nel 1928 aprì una bottega in proprio.
Sironi si ispirò ai modelli della Scuola cremonese, con predilezione per quelli di Antonio Stradivari: la vernice è di colore rosso-bruno o giallo-arancio. Pochi sono gli strumenti che portano la sua etichetta, rarissimi i suoi violoncelli, e di difficile reperimento anche le viole, per le quali si ispirò a Stradivari e a Guarneri “del Gesù”. Pochi sono i premi e i riconoscimenti che gli furono attribuiti; da menzionare l’importante premio ottenuto all’Esposizione-concorso a “Santa Cecilia” a Roma nel 1932. 
Parte delle attrezzature del suo laboratorio e alcuni strumenti, sono stati acquisiti dal Comune di Milano che li ha fatti confluire in un’apposita sala presso la sezione di liuteria della “Collezione del Museo degli strumenti musicali” all’interno del Castello Sforzesco di Milano.